# Polyrhachis convexa
Polyrhachis convexa é uma espécie de formiga do gênero Polyrhachis, pertencente à subfamília Formicinae.